# Lagewegsterpolder
De Lagewegsterpolder is een voormalig waterschap in de provincie Groningen.
De polder lag ten zuidoosten van Thesinge. De noordoostgrens lag langs het Thesingermaar, de zuidoostgrens liep op 150 m evenwijdig aan het Abbemaar (tussen het maar en de polder lag de smalle Dijksterhuis of Hondegatspolder), de zuidwestgrens lag langs de Zuidwending en de oostwestgrens liep op 450 m aan de oostkant van de G.N. Schutterlaan en het verlengde hiervan naar de Zuidwending. De molen van het schap stond aan het Thesingermaar, op zo'n 100 m oostelijk van de Thesingertil. Tussen 1940 en 1947 bemaalde de molen ook de Dijksterhuis of Hondegatspolder.
Waterstaatkundig gezien ligt het gebied sinds 1995 binnen dat van het waterschap Noorderzijlvest.

## Naam
De polder is genoemd naar de Lageweg, de weg van Thesinge naar Garmerwolde die dwars door de polder loopt.